# Saxyun
saxyun（さっきゅん、5月13日 - ）は、日本の漫画家・イラストレーター。宮城県仙台市出身。
ゲーム雑誌を中心にイラストレーターとして活動を開始し、平行して4コマ漫画家としても活動。現在は主に竹書房、アスキー・メディアワークス系のコミック誌に作品を掲載している。
2000年代初頭に人気を博したWindows向けソフトウェア「伺か」のデフォルトゴースト、「偽春菜（任意）」と「うにゅう」の作者としても知られる。
2007年には初単行本となる『ゆるめいつ』（竹書房）、『空想科学X』（メディアワークス）の第1巻が相次いで発売された。
また、2009年に『ゆるめいつ』のOVA化が、2011年には同作のテレビアニメ化がなされた。

## 作品リスト
漫画
- ゆるめいつ（まんがくらぶ）
  - 2005年6月号に読切として掲載された後、2005年12月号より2020年3月号まで連載。2009年にOVA化、2012年にはテレビアニメ化されている。単行本は全8巻。
- 空想科学X（電撃マオウ）
  - 掲載誌名が『電撃「マ）王』時代の2005年12月号より2014年11月号まで連載された。単行本は全5巻。
  - それ以前にビブロスより刊行されていた成年向け漫画雑誌『カラフルコミック PUREGIRL』の2002年6月号から、同誌が休刊する2002年10月号まで「かたまでつかれ」というタイトルで前身となるショートコミックが連載されていた。本前身作は雑誌連載以外にも作者のウェブサイトにて展開がなされていたが、これらは単行本化されていない。
  - メディアワークス刊「電撃黒「マ）王」 VOLUME4から休刊となったVOLUME12まで、主人公の一人・コトの学生時代を描いた番外編となる「すこしふしぎまんが コトちゃん」が掲載された。こちらは「空想科学X」の単行本に収録されている。
- 超常探偵X（電撃マオウ）
  - コミック電撃だいおうじVOL.1に読切として掲載された後、掲載誌を電撃マオウに移し2015年7月号から2019年1月号まで連載された。単行本は全2巻。
- ちょっかんれんず（まんがくらぶ）
  - 2004年12月号に読み切りとして掲載。後に「まんがライフセレクション ゆるめいつ増刊号」に再録された。
- ねおばなし（もより）
  - 2005年6月発売号#00より、掲載誌が休刊となった2006年10月号#05まで連載。後に全話が「まんがライフセレクション ゆるめいつ増刊号」に再録されている。初回のみ「ねおばなし。」のタイトルで掲載された。
- すくすくすいすい（マジキュー）
  - 2004年5月発売号のVol.3より2005年12月発売号のVol.22まで連載。その後、『まんがライフMOMO』2006年10月号に読切が掲載された。どちらも単行本化はなされていない。
- ゲームショップいすゞや（GAME JAPAN）
- あいらぶアライブ（月刊コミックアライブ読者ページ）
- すりーえーす（FLAT STYLE コミックアンソロジー1）
- 湯けむりOL殺人電車（FLAT STYLE コミックアンソロジー2）

CD
- Ace of Aces/V.A.(Chiyoda DJ Union) track8 22xE(東京タワー名義)
- ごえんがあるよ/V.A.(八卦商会) track3 ω track5 ドナドナ(六本木ヒルズMIX) (東京タワー名義)、ジャケットイラスト
- サンポーノレ/V.A.(八卦商会) track7 秋は山からやってくる(Comming Out Mix) (東京タワー名義)

レコード
- ファック！マルチね☆彡 REMIXES/V.A.(八卦商会/XROGER) AA1 333 Remix(東京タワー名義)、ジャケットイラスト

MV
- とうきょう（ゆこぴのVOCALOID曲）アニメーション

## ゲスト参加作品
- デ・ジ・キャラット でじこミュニケーション２（にょ）販促コミック
- Fate/stay night［Réalta Nua］ 特典『とびだせ！トラぶる花札道中記』穂群原陸上部３人娘イラスト
- あずまんが大王  10周年記念企画本『大阪万博』トリビュートコミック
- キルミーベイベー プチアンソロジー小冊子『べびーきるみー』コミック
- キルミーベイベー ファンブック＆アンソロジーコミック『Baby,please kill me. 』コミック
- ぼのぼの 『まんがライフセレクションぼのぼの増刊号』「トリビュート to ぼのぼの」コミック
- アスタロッテのおもちゃ! 『アスタロッテのおもちゃ! 電撃コミックアンソロジー』コミック
- 艦隊これくしょん -艦これ- 『艦隊これくしょん -艦これ- 電撃コミックアンソロジー 佐世保鎮守府編1』コミック
- 艦隊これくしょん -艦これ- 『艦隊これくしょん -艦これ- 電撃コミックアンソロジー 佐世保鎮守府編3』コミック
- 艦隊これくしょん -艦これ- 『艦隊これくしょん -艦これ- 電撃コミックアンソロジー 佐世保鎮守府編4』コミック